# AirPods
AirPods — безпровідні Bluetooth навушники від компанії Apple Inc. Вперше представлені 13 грудня 2016 року.
Окрім відтворення аудіо, AirPods оснащені вбудованим мікрофоном, який відфільтровує фоновий шум. Таким чином через навушники зручно приймати телефонні дзвінки та спілкуватися з цифровим помічником Siri. Окрім цього, вбудовані оптичні сенсори реагують на дотики (подвійний дотик для паузи), а вбудований акселерометр на місцерозташування навушників (автоматична пауза, якщо навушники виймаються з вух).
20 березня 2019 року Apple випустила AirPods другого покоління, в яких інтегровано чип H1, збільшено час роботи без підзарядки та додана голосова активація помічника Siri командою «Hey Siri». Також додана можливість оформити замовлення з додатковим кейсом для бездротової зарядки.
26 жовтня 2021 року Apple випустила AirPods третього покоління, в яких було змінено зовнішній дизайн, зокрема вкорочена довжина «ніжок» як у AirPods Pro, додана підтримка просторового аудіо з динамічним відстеженням рухів голови та захист від води IPX4, подовжено час роботи батареї, додана можливість заряджання через MagSafe.

## Історія

### 1-е покоління
AirPods були анонсовані 7 вересня 2016 року разом з iPhone 7 та Apple Watch Series 2. Спершу Apple планувала випустити їх в кінці жовтня 2016 року, але була змушена відкласти дату релізу. 13 грудня 2016 року Apple розпочала приймати онлайн замовлення. Навушники стали доступні для покупки в Apple Store, авторизованих торгових посередників Apple 20 грудня 2016 року.
AirPods містять пропрієтарну систему на кристалі Apple W1, яка заощаджує використання батареї, дозволяє працювати з аудіо та працює з Bluetooth версії 4.2. Додаткові функції підключення доступні на пристроях під операційними системами iOS 10, macOS Sierra, watchOS 3 (чи новішими). AirPods можуть працювати як звичайні Bluethooth навушники з будь-яким пристроєм, що підтримує Bluetooth версії 4.0 чи вище, включно з ноутбуками на операційній системі Windows та Android пристроями. В кожен навушник вбудовано два мікрофони: один на рівні вуха (з зовнішнього боку), інший на нижній частині.
Один навушник важить 4 грами, кейс для зарядки — 38 грам. AirPods можуть максимально утримувати заряд впродовж близько 5 годин. 15-хвилинна підзарядка в кейсі може додати ще три години. Загальна ємність кейса розрахована на 24 години автономної роботи навушників. Кожен навушник оснащений батареєю на 93 мВт*год, а кейс — на 1,52 Вт*год.
Випуск AirPods цього покоління тривав до 20 березня 2019 року.

### 2-е покоління
Apple випустила 2-е покоління AirPods 20 березня 2019 року. В них інтегровано новий чип H1,
Індикатор зарядки кейсу перенесли на зовні, додана голосова активація помічника Siri командою «Hey Siri», інтегровано Bluetooth 5. Apple також запевняє, що в новому поколінні збільшено на 50 % час роботи в режимі розмови та зменшено час на підключення до пристроїв. З iOS 13.2 стала доступна функція Siri для читання вхідних текстових повідомлень та голосового набору відповідей.
2-е покоління AirPods можна придбати з аналогічним кейсом для зарядки як в 1-му поколінні, чи з додатковим безпровідним кейсом для зарядки (Qi стандарт). Безпровідний кейс для зарядки можна купити окремо, він сумісний з AirPods 1-го покоління.

## Сумісність
AirPods сумісні з будь-якими пристроями, що підтримують Bluetooth 4.0 чи вище, включно з Android пристроями. Однак, деякі функції, як наприклад автоматичне перемикання між пристроями доступне лише для Apple пристроїв, що використовують iCloud. Максимальний функціонал AirPods доступний на наступних пристроях:
- iPhone 5 чи новіший, під операційною системою iOS 10 чи новішою
- iPod Touch 6-ого покоління чи новіший, під операційною системою iOS 10 чи новішою
- 2013 iPad (Air, Mini 2) чи новіший, під операційною системою iOS 10 чи новішою
- Mac під операційною системою macOS Sierra чи новішою
- Apple TV 4-го покоління чи новіший
- Apple Watch під операційною системою watchOS 3 чи новішою

2-ге покоління AirPods сумісне з пристроями під операційною системою iOS 12.2 чи новішою, macOS Mojave 10.14.4 чи новішою та watchOS 5.2 чи новішою.

## Продажі
За оцінками аналітиків Apple продала 14-16 мільйонів AirPods в 2017 році. В 2018 році AirPods були найпопулярнішим телефонним аксесуаром від Apple — було продано 35 мільйонів одиниць. 15.9 мільйонів одиниць було продано за першу половину 2019 року. За оцінками аналітиків, продажі AirPods займають 60 % ринку безпровідних навушників. Приблизно 5-7 % доходу Apple від AirPods становить заміна навушників та кейсів.